# 洛茲內
49°51′54″N 38°49′32″E / 49.86500°N 38.82556°E
洛茲內（烏克蘭語：Лозне）是位於烏克蘭東部的村莊，由盧甘斯克州斯瓦托韋區的洛茲諾-亞歷山德里夫卡市鎮負責管轄。該村處於洛茲納河畔，始建於1780年，面積1.49平方公里，海拔高度85米，2001年人口74。